# 린 오버맨

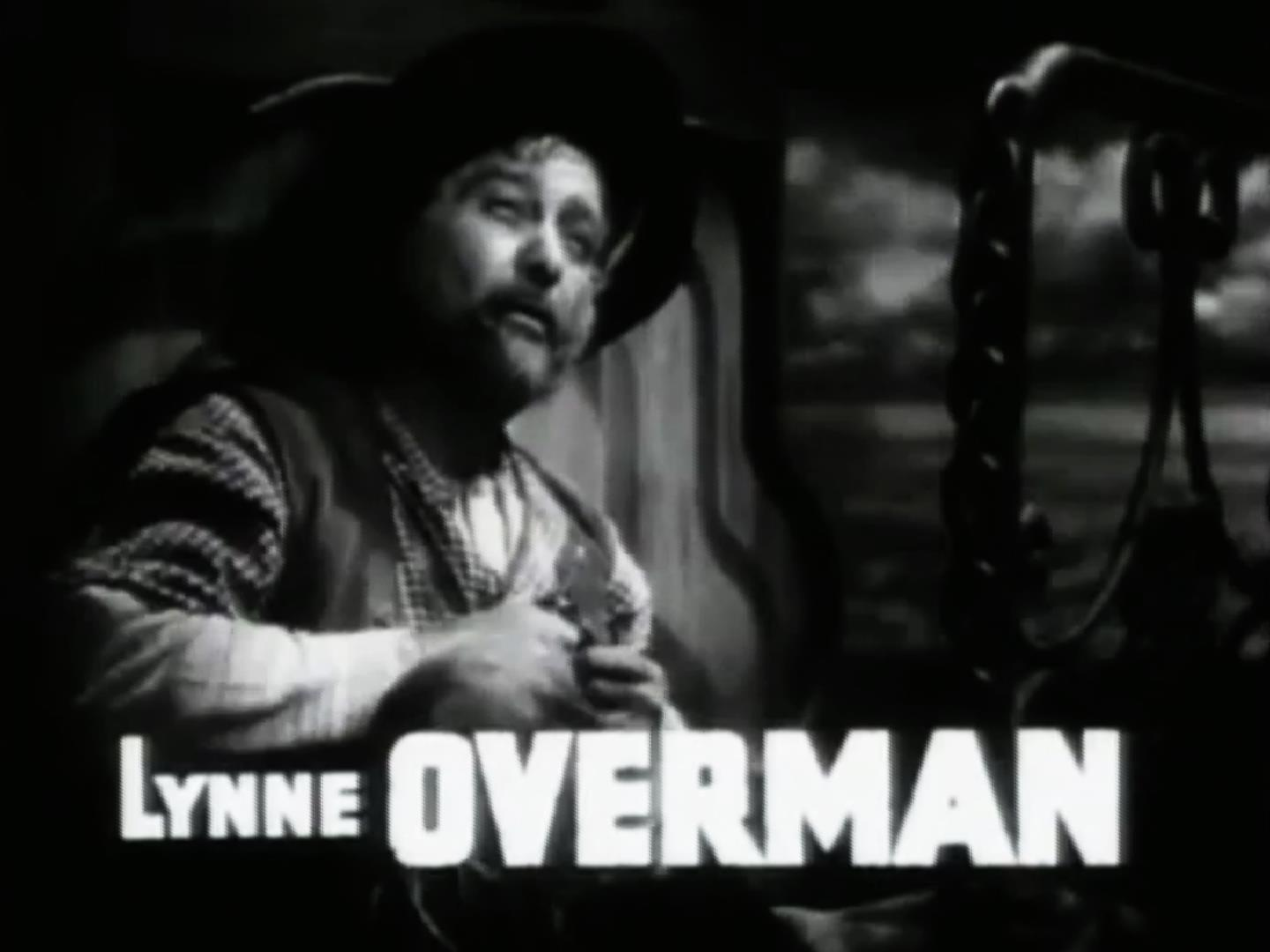

린 오버맨(Lynne Overman, 1887년 9월 19일 ~ 1943년 2월 19일)은 미국의 배우이다.
메리빌에서 태어났으며 샌타모니카에서 사망하였다. 사인은 심근 경색이다.

## 영화
- 딕시 (1943년)
- 사막의 노래 (1943년)
- 스타 스팽글드 리듬 (1942년)
- 록시 하트 (1942년)
- 립 더 와일드 윈드 (1942년)
- 인간 에디슨 (1940년)
- 북서 기마 순찰대 (1940년)
- 유니언 퍼시픽 (1939년)
- 빅 브로드캐스트 오브 1938 (1938년)
- 북해의 남아 (1938년)
- 유어스 포 더 애스킹 (1936년)
- 투 포 투나잇 (1935년)
- 파리 인 스프링 (1935년)
- 리틀 미스 마커 (1934년)
- 쉬 러브스 미 낫 (1934년)